# Lestoros inca
El ratón runcho andino (Lestoros inca) es una especie de marsupial paucituberculado de la familia Caenolestidae endémica del sur del Perú y el oeste de Bolivia.

## Hábitat
El ratón runcho andino ocupa espacios de densa vegetación a altitudes entre 2.800 y 4.000 m s. n. m. en la cordillera de los Andes, al sur de Perú y el oeste de Bolivia.

## Características
Su aspecto es similar al de una musaraña. El manto que cubre el cuerpo de estos animales está compuesto por denso pelo corto cuyo color varía desde el pardo oscuro en la totalidad de la superficie corporal, a pardo en las regiones dorsales y más claro en las ventrales.
Los ojos son pequeños y su vista es pobre, lo que compensan con un extraordinario sentido del olfato.
También en esta especie . Los machos son de mayor envergadura que las hembras.Las extremidades posteriores están más desarrolladas que las anteriores. Todas poseen 5 dedos dotados de garras. Las hembras tienen 4 mamas y carecen de marsupio, aunque en las hembras jóvenes es fácil evidenciar un rudimento del mismo.

## Dieta
No se conocen datos acerca de los hábitos alimentarios de estas especies, pero parece probable, dada la fórmula dentaria y el esqueleto de la cabeza, que se alimenten de invertebrados y pequeños vertebrados.

## Reproducción
No se dispone de datos acerca de la fisiología reproductiva de esta especie.

## Comportamiento
De hábitos nocturnos y terrestres, son capaces de excavar galerías en el suelo a gran velocidad. También es notable su habilidad como escaladores de los individuos que habitan zonas de montaña.

## Estado de conservación
Es muy raro ver estos animales por lo que no se conoce exactamente su estado. Sin embargo, la deforestación a que se ven sometidos los ecosistemas en los que habitan supone un grave riesgo para la seguridad de las especies.